# جورج بوين (لاعب كريكت)
جورج بوين (بالإنجليزية: George Bowen)‏ (1 يونيو 1863 في المملكة المتحدة - 19 يناير 1919 في المملكة المتحدة) هو لاعب كريكت بريطاني (وحمل سابقاً جنسية المملكة المتحدة لبريطانيا العظمى وأيرلندا). لعب مع نادي يانيلي ‏ ومنتخب ويلز الوطني لاتحاد الرغبي ونادي سوانزي للرغبي ‏.

## وصلات خارجية
- جورج بوين عل موقع إسبنسكروم (الإنجليزية)